# Les Squatters de Silverado

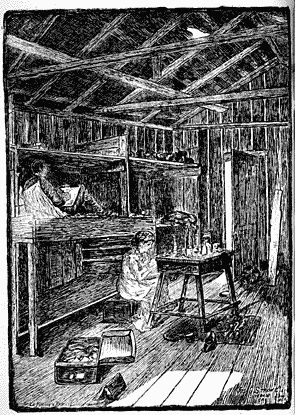
Stevenson et Fanny squattant le camp minier de Silverado

Les Squatters de Silverado (The Silverado Squatters) est un récit de voyage de l'écrivain écossais Robert Louis Stevenson publié en 1883, d'abord sous forme d'articles en novembre et décembre dans le Century Magazine, puis en volume chez Chatto & Windus. L'œuvre décrit la lune de miel que Stevenson et sa femme ont passé dans une mine d'argent désaffectée sur le mont Saint Helena.

## Contexte
En été 1879, malgré l'avis contraire de sa famille et de ses amis, Stevenson quitte l'Europe pour l'amour de Fanny Osbourne qu'il rejoint en Californie à San Francisco avec en tête l'idée de l'épouser.
Stevenson se retrouve sans ressource : son père Thomas lui a coupé les vivres et ses amis rechignent à lui prêter de l'argent. 
Hébergé chez Fanny le temps qu'elle obtienne le divorce auprès de son mari, Stevenson, à la santé fragile, tombe gravement malade en mars 1880. 
S'il échappe à la mort, c'est grâce à Fanny qui, outre son dévouement à son chevet, a aussi écrit une lettre à ses parents pour les rappeler à la raison. 
Son père cède : il l'assure d'une rente et consent à son mariage. 
Remis sur pied mais encore très faible, Stevenson épouse Fanny le 19 mai 1880. 
Pour sa convalescence, ils choisissent de passer leur lune de miel à la montagne, où Stevenson pourra échapper aux brouillards de la baie de San Francisco nuisibles à sa santé. 
Ils partent le 22 mai pour Calistoga dans la vallée de Napa. 
Mais l'altitude n'est pas encore suffisante, les brumes sont toujours présentes et les contraignent à se réfugier plus haut encore dans la montagne. 
Apprenant l'existence de Silverado, une concession minière d'argent laissée à l'abandon sur les flancs du mont Saint Helena, les jeunes époux décident de s'y installer, accompagnés de Lloyd, le fils de Fanny, et de leur chien.

## Synopsis

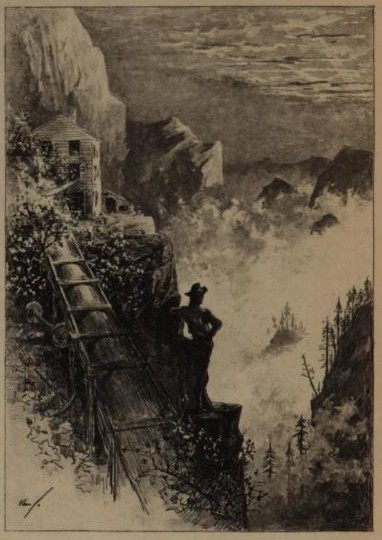
Stevenson contemple la brume envahissant le contrebas de Silverado

À leur arrivée à Calistoga, les Stevenson font un bref séjour à l'hôtel. C'est l'occasion de visiter les environs, avec notamment une curiosité naturelle : une surprenante forêt pétrifiée appartenant à un ancien marin suédois. 
Rencontre aussi avec des viticulteurs de la vallée de Napa, visite des caves avec dégustation de vin à la clef. Stevenson décrit cette activité comme encore « expérimentale ».
C'est un commerçant juif local qui parle aux Stevenson de Silverado, un camp minier abandonné.
Une petite excursion est l'occasion d'une brève reconnaissance de Silverado : un ensemble de baraquements en ruines accroché au flanc du mont Saint-Helena, envahi de toxicodendron, infesté de serpents à sonnette et encombré de vieilles machines rouillées. 
Un moment fort du récit consiste en la description que Stevenson, bien à l'abri sur les hauteurs, fait du spectacle auquel il assiste en contrebas : un lever de soleil sur une mer de brume venant de l'océan et montant à l'assaut de la montagne.

## Épilogue
Après deux mois passés à Silverado, Stevenson s'est enfin complètement remis. Les « squatters »  retournent  à San Francisco le 29 juillet, puis à New York le 6 août pour finalement débarquer le 17 à Liverpool. Ainsi s'achève l'aventure californienne de Stevenson commencée un peu plus d'un an auparavant, aventure dont il sort complètement transformé en ayant acquis une vision littéraire nouvelle. C'est aussi dans les souvenirs de cette période qu'il puise l'inspiration qui le conduira à l'un de ses plus grands succès : L'Île au trésor.

## Sources
- Robert Louis Stevenson (trad. de l'anglais), La Route de Silverado, Paris, Phébus, coll. « Libretto », 2000, 509 p. (ISBN 2-85940-689-1)